# Wojciech Kawiński
Wojciech Kawiński (ur. 22 maja 1939 w Dębicy) – polski poeta.

## Życiorys
Ukończył filologię polską na Wyższej Szkole Pedagogicznej w Krakowie. Studiował też na Uniwersytecie Jagiellońskim. Debiutował na łamach tygodnika „Życie Literackie” jako poeta. W latach 1971–1985 był dyrektorem Estrady Krakowskiej. Był także redaktorem miesięcznika „Pismo Literacko-Artystyczne” oraz kwartalnika „Metafora” jak również współpracownikiem miesięczników: „Poezja” i „Literatura”.
W 1985 otrzymał Nagrodę Miasta Krakowa. W kwietniu 2004 został laureatem nagrody Krakowska Książka Miesiąca za tom poezji Ciało i duch.

## Twórczość - tomiki poezji
- Odległości posłuszne, 1964
- Narysowane we wnętrzu, 1965
- Ziarno rzeki, 1967
- Pole widzenia, 1970
- Białe miasto, 1973
- Lustro dnia, 1975
- Śpiew bezimienny, 1978
- Twoja noc bezsenna, 1979
- Innych szczegółów nie pamiętam, 1980
- Pod okiem słońca, 1980
- Listy do ciebie, 1982
- Miłość nienawistna, 1985
- Ciemna strona jasności, 1988
- Wieczorne śniegi, 1989
- Czysty zmierzch, 1990
- Srebro liści, 1993
- Żelazna rosa, 1995
- Planeta ognia, 1997
- Kręgi zdarzeń, 1999
- Widok z okna, 2002
- Ciało i duch, 2003
- Dwa lata wierszy, 2008
- Obrót Koła, 2008
- Skoro Świt, 2010
- Słowo po słowie, 2012
- Sennik poranny, 2015